# Folkutbytesteorin
Folkutbytesteorin (franska: Grand Remplacement, engelska: The Great Replacement, tyska: Großer Austausch), även känd som ersättningsteorin eller den stora ersättningen, är en vit nationalistisk högerextrem konspirationsteori som förespråkas av den franske författaren Renaud Camus. Den ursprungliga teorin säger att, med medverkan eller samarbete från "ersättande" eliter, ersätts den etniska franska och vita europeiska befolkningen demografiskt och kulturellt av icke-vita folk. Särskilt från länder med muslimsk majoritet genom massinvandring, demografisk tillväxt och en nedgång i födelsetal för vita européer. Sedan dess har liknande anspråk framförts i andra nationella sammanhang, särskilt i USA. Forskare har avfärdat dessa påståenden om en konspiration av "ersättande" eliter som bottnande i ett missförstånd av demografisk statistik och grundade på en ovetenskaplig, rasistisk världsbild. Enligt Encyclopædia Britannica har den stora ersättningen "hånats allmänt för sin uppenbara absurditet."
Även om liknande teman funnits i högerextrema teorier sedan slutet av 1800-talet blev termen särskilt populär genom Camus i hans bok Le Grand Remplacement från 2011. Boken kopplar ihop närvaron av muslimer i Frankrike med en upplevd bild av fara för och förstörelse av Frankrikes civilisation och kultur. Tillsammans med andra konspirationsteoretiker hävdar Camus att den senaste tidens förändringar i Europas demografi tillkommit genom avsiktlig politik som framförts av de globala och liberala eliterna ("utbytarna") inom Frankrikes regering, Europeiska unionen och Förenta nationerna; som de menar är "folkmord genom substitution".
Konspirationsteorin fick stöd i Europa och har också blivit populär bland anti-invandringsförespråkare och vitnationalistiska rörelser från andra delar av västvärlden; många av deras anhängare hävdar att "invandrare flockas till övervägande vita länder i det exakta syftet att göra den vita befolkningen till en minoritet inom sitt eget land eller till och med orsaka utrotning av den infödda befolkningen". Det stämmer överens med, och är en del av den större vita folkmordskonspirationsteorin förutom i ersättningen av antisemitism med islamofobi. Denna ersättning, tillsammans med användningen av enkla sloganer, har citerats som några anledningar till dess bredare tilltal i ett pan-europeiskt sammanhang, även om konceptet förblir rotat i antisemitism i många vita nationalistiska rörelser, särskilt men inte uteslutande i USA.
Även om Camus offentligt har fördömt vitnationalistiskt våld, har forskare påpekat att hans beskrivning av icke-vita migranter som ett existentiellt hot mot vita befolkningar utgör en indirekt uppmaning till våld. Flera högerextrema terrorister, inklusive gärningsmännen för skjutningarna i Christchurch-moskén 2019, skjutningen i El Paso 2019, skjutningen i Buffalo 2022 och skjutningen i Jacksonville 2023, har alla hänvisat till konspirationsteorin "Great Replacement". Amerikanska konservativa mediapersonligheter som Tucker Carlson och Laura Ingraham, har förespråkat idéer om icke-europeiska ersättare. Vissa republikanska politiker har ställt sig bakom teorin för att tilltala högerextrema medlemmar av det republikanska partiet och som ett sätt att signalera sin lojalitet till Donald Trump.

## Bakgrund
Renaud Camus utvecklade sin konspirationsteori i två böcker som publicerades 2010 och 2011, i en tid då anti-invandrarretorik ökade i det offentliga samtalet under det föregående decenniet. Europa upplevde också en eskalering av islamiska terrorattacker under 2000–2010, och en migrantkris under åren 2015–2016, som förvärrade spänningarna och gjorde allmänheten mer mottaglig för Camus konspirationsteori. Eftersom den sistnämnda skildrar en befolkningsersättning som sägs ske inom en kort tidsperiod av en eller två generationer, var migrantkrisen särskilt gynnsam för spridningen av Camus idéer medan terrorattackerna påskyndade uppbyggnaden av invandrare som ett existentiellt hot bland dem som delade en sådan världsbild.
Camus tema om en framtida undergång av europeisk kultur och civilisation återspeglar en "kulturpessimistisk" och antiislamtrend bland europeiska intellektuella under perioden, illustrerad av flera bästsäljande och böcker som släpptes under 2010-talet: Thilo Sarrazins Tyskland Avskaffar sig själv (2010), Éric Zemmours The French Suicide (2014) och Michel Houellebecqs Underkastelse (2015).

## Renaud Camus koncept

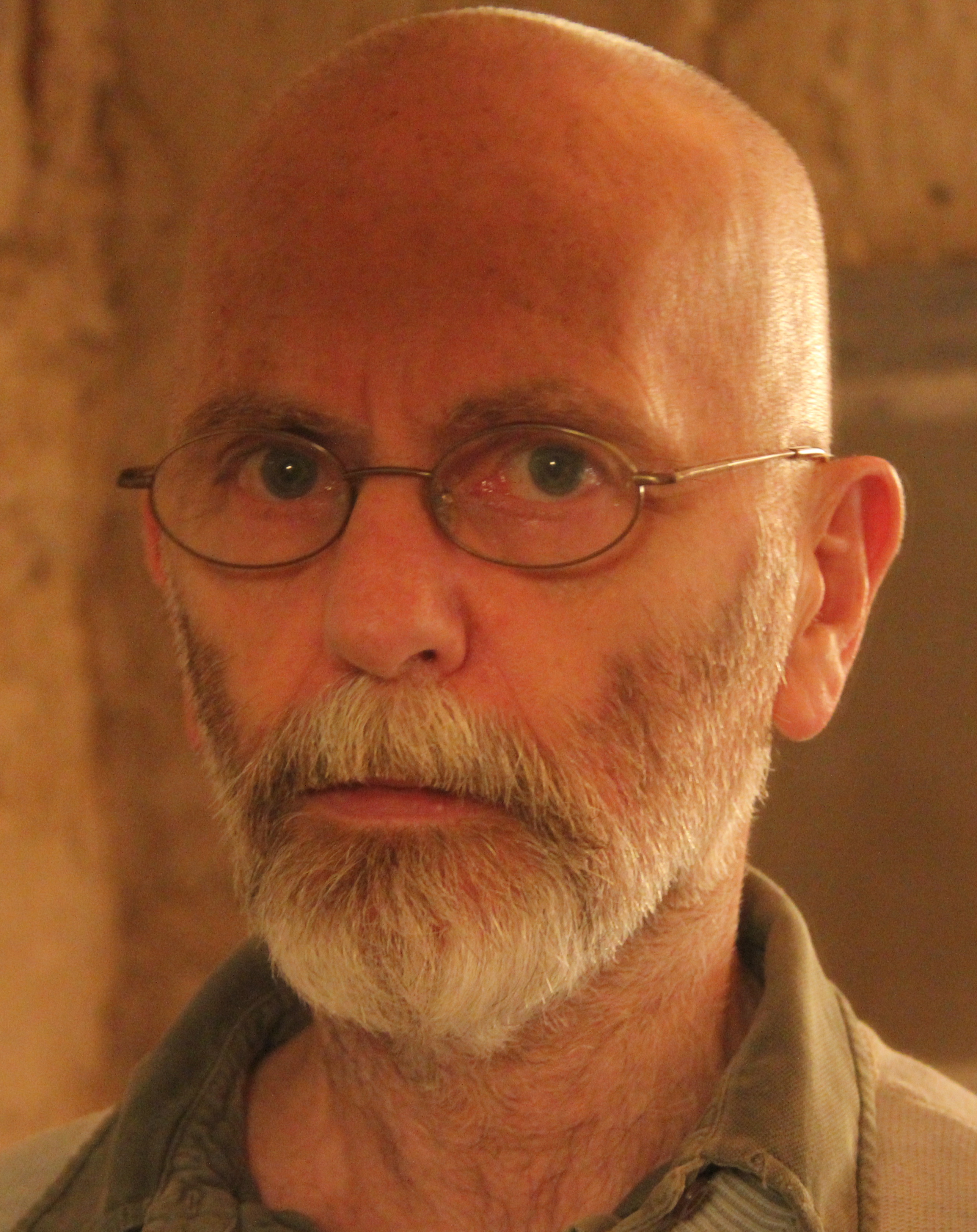
Författare Renaud Camus, stamfader till konspirationsteorin "Great Replacement", september 2013.

Konspirationsteorin om folkutbyte utvecklades av den franske författaren Renaud Camus i en bok från 2010 med titeln L'Abécédaire de l'in-nocence ("Abecedarium of no-harm"). Även året därpå i en bok med samma namn, Le Grand Remplacement (introduction au remplacisme global), hävdade Camus att namnet Grand Remplacement "kom till [honom], nästan av en slump, kanske i en mer eller mindre omedveten referens till Akadiernas Grand Dérangement på 1700-talet." Som en epigraf till den senare boken valde Camus Bertolt Brechts ett skämt från den satiriska dikten Die Lösung om att det lättaste för en regering som förlorat folkets förtroende är att välja nya människor.
Enligt Camus har den "stora ersättningen" fått näring av "industrialisering", "despiritualisering" och "avkulturering"; det materialistiska samhället och globalismen har skapat en "utbytbar människa, utan någon nationell, etnisk eller kulturell särart",vad han kallar "global ersättning". Camus hävdar att "den stora ersättaren inte behöver en definition", eftersom termen enligt hans åsikter inte är ett "begrepp" utan snarare ett "fenomen".
I Camus teori beskrivs det franska ursprungsbefolkningen ("det ersatta") som ersatta av icke-vita befolkningar ("de ersättande folken")  huvudsakligen från Mellanöstern eller Afrika i en process av "folkinvandring" uppmuntrad av en vad han påstår är en "ersättande makt".
Camus använder ofta termer och begrepp relaterade till perioden då Frankrike ockuperades av nazisterna. Han stämplar till exempel "kolonisatörer" eller "ockupanter" personer av icke-europeisk härkomst som bor i Europa, främst de som kommer från Afrika och Mellanöstern, och avfärdar vad han kallar "de ersättande eliterna" som "samarbetsvilliga" i ersättningen. 2017 grundade Camus en organisation vid namn National Council of European Resistance, vilket är en tydlig referens till andra världskrigets nationella motståndsråd (1943–1945). Denna analogi med det franska motståndet mot nazismen har beskrivits som en underförstådd uppmaning till hat, direkta åtgärder eller till och med våld mot det som Camus kallar "ockupanterna, dvs invandrarna". Camus har också jämfört den stora ersättningen och det så kallade "folkmordet genom substitution" av de europeiska folken med förintelsen.

### Påstådda influenser
I epilogen till sin bok The Great Replacement från 2011 citerar Camus två inflytelserika personer: den brittiske politikern Enoch Powells apokalyptiska vision av framtida rasrelationer – uttryckt i hans tal "Rivers of Blood" från 1968 – och den franske författaren Jean Raspails skildring av västvärldens kollaps från en överväldigande "tidvattenvåg" av invandring från tredje världen, med i hans roman från 1973 med titeln The Camp of the Saints.
Camus förklarade 2016 för tidningen The Spectator att en nyckel till att förstå "den stora ersättningen" finns i hans bok från 2002 Du Sens. I den sistnämnda skrev han att orden "Frankrike" och "franska" är lika med en naturlig och fysisk verklighet snarare än en laglig, i en cratylism[förklaring behövs] som liknar Charles Maurras distinktion mellan det "lagliga" och det "riktiga landet". Camus nämnde under samma intervju att han började föreställa sig sin konspirationsteori redan under 1996, när han var redaktör för en guidebok om till departementet Hérault i södra Frankrike: "Jag insåg plötsligt att i mycket gamla byar [...] hade befolkningen också förändrats totalt [...] det var då jag började skriva så."

## Liknande teman
Trots sina egna singulariteter och koncept omfattas "den stora ersättningen" i en större och äldre konspirationsteori för "vitt folkmord", populariserad av den amerikanska nynazisten David Lane i hans vitfolkmordsmanifest från 1995, där han hävdade att regeringar i västländer hade som mål att göra vita människor till "utdöda arter". Generellt är forskare överens om att Camus, även om han inte kommit på temat, myntade termen "Great Replacement" som en slogan och koncept, och så småningom gjorde den berömd under 2010-talet.
Idén om "ersättning" under ledning av en fientlig elit kan spåras tillbaka till antisemitiska konspirationsteorier före andra världskriget som hävdade att det fanns en judisk komplott att förstöra Europa genom sammanblandning. Ett framträdande exempel är Édouard Drumonts antisemitiska bestseller La France juive (1886). I en kommentar till denna likhet menar historikern Nicolas Lebourg och statsvetaren Jean-Yves Camus att Renaud Camus bidrag var att ersätta de antisemitiska elementen med en civilisationskonflikt mellan muslimer och européer. Under slutet av 1800-talet använde imperialistiska politiker Péril jaune (gul fara) för att uttrycka oro över Frankrikes låga födelsetal och de höga födelsetalen i asiatiska länder, vilket skapade en en konstgjord, kulturell rädsla för att asiater snart skulle "översvämma" Frankrike. Denna fara ansågs endast kunna motverkas genom att öka barnafödandet hos franska kvinnor, vilket skulle ge Frankrike tillräckligt många soldater för att motverka den eventuella översvämningen av invandrare från Asien. Maurice Barrès nationalistiska skrifter från den tiden har också noterats i den ideologiska utvecklingen av "den stora ersättaren", Barrès hävdade både 1889 och 1900 att en ersättning av den infödda befolkningen ägde rum i Frankrike på grund av immigration och sjunkande födelsetal.
Forskare lyfter fram en modern likhet med europeiska nyfascistiska och nynazistiska tänkare från efterkrigstiden, speciellt Maurice Bardèche, René Binet och Gaston-Armand Amaudruz,och med begrepp som utvecklats från 1960-talet och framåt av den franska Nouvelle Droite. Den associerade och nyare konspirationsteorin om "Eurabia", publicerad av den brittiska författaren Bat Ye'or i hennes bok med samma namn från 2005, citeras ofta som en trolig inspiration för Camus "Great Replacement". Eurabia-teorin involverar också globalistiska enheter, som leds av både franska och arabiska makter, som konspirerar för att islamisera Europa, med muslimer som genom immigration och högre födelsetal sänker kontinenten. Konspirationsteorin beskriver invandrare som inkräktare eller femtekolonnare, inbjudna till kontinenten av en korrupt politisk elit.

## Analys

### Demografisk statistik
Medan den etniska demografin i Frankrike har förändrats som ett resultat av immigration efter andra världskriget, har forskare i allmänhet avfärdat påståendena om en "stor ersättare" eftersom de bottnar i en överdrift av invandringsstatistik och ovetenskapliga, rasfördomsfulla åsikter. Geografen Landis MacKellar kritiserade Camus tes för att anta "att tredje och fjärde generationens "invandrare" på något sätt inte är fransmän." Forskare har på olika sätt uppskattat den muslimska befolkningen i Frankrike till mellan 8,8 % och 12,5 % 2017 och mindre än 1 % 2001, vilket gör en "ersättning" osannolik enligt MacKellar.

### Raskonnotationer
Med forskaren Andrew Fergus Wilsons ord, medan den islamofobiska folkutbytesteorin kan särskiljas från den parallella antisemitiska vita folkmordskonspirationsteorin, "har de samma referensvillkor och båda är ideologiskt anpassade till de så kallade '14 orden' av David Lane ["Vi måste säkra vårt folks existens och en framtid för vita barn"]." År 2021 skrev Anti-Defamation League att "sedan många vit makt-anhängare, särskilt de i USA, skyller på judar för icke-vit immigration till USA", har den stora ersättningen alltmer förknippats med antisemitism och sammanblandats med den vita folkmordskonspirationsteorin. Forskaren Kathleen Belew har hävdat att teorin "tillåter en opportunism vid val av fiender", men "följer också den centrala motiverande logiken, som är att skydda saken på insidan [dvs. den vita rasens bevarande och födelsetal], oavsett fienden på utsidan."
Enligt den australiensiska historikern A. Dirk Moses är den stora ersättningsteorin en form av psykologisk projektion där européer – som genomförde nybyggare-koloniala projekt som innebar eliminering och ersättning av infödda befolkningar med nybyggarsamhällen – fruktar att det omvända kan hända dem.
I tysk diskurs ifrågasatte den österrikiske statsvetaren Rainer Bauböck konspirationsteoretikernas användning av termerna "befolkningsersättning" eller "utbyte" (Bevölkerungsaustausch). Med hjälp av Ruth Wodaks analys att sloganen måste ses i sitt historiska sammanhang har Bauböck kommit fram till att konspirationsteorin är en återuppkomst av Umvolkung nazistiska ideologi. ("etnicitetsinversion").

### Popularitet

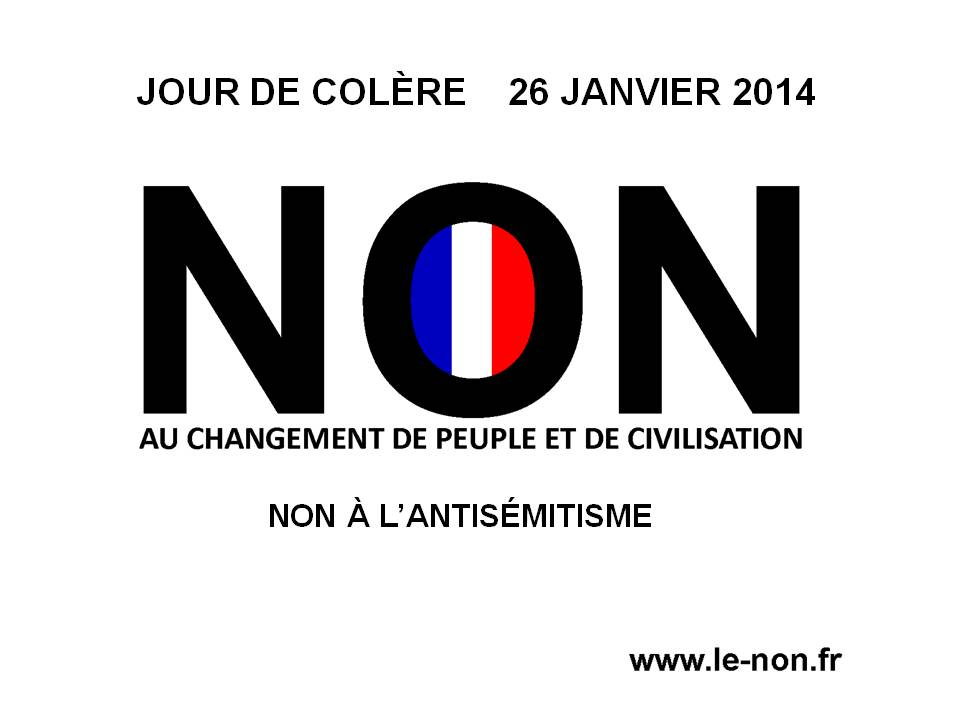
Camus traktat för hans 2014 "dag av vrede"-demonstration mot den "stora ersättningen": "Nej till förändring av människor och civilisation, nej till antisemitism".

Enkelheten och användningen av catch-all slogans i Camus formuleringar - "du har ett folk, och inom loppet av en generation har du ett annat folk" – såväl som hans avlägsnande av antisemitism från den ursprungliga nynazistiska konspirationsteorin om "vitt folkmord", har citerats som gynnsamma för "den stora ersättningens" popularitet i Europa.
I en undersökning ledd av Ifop i december 2018, abonnerade 25 % av fransmännen på konspirationsteorin; samt 46 % av svararna som definierade sig själva som "Gilets Jaunes" (demonstranter i gula västar). I en annan undersökning ledd av Harris Interactive i oktober 2021 trodde 61 % av fransmännen att den "stora ersättningen" kommer att ske i Frankrike; 67 % av de tillfrågade var oroliga för det.
Teorin har också blivit inflytelserik i högerextrema och vita nationalistiska kretsar utanför Frankrike. Konspirationsteorin har citerats av den kanadensiska högerextrema politiska aktivisten Lauren Southern i en YouTube-video med samma namn som släpptes i juli 2017. Southerns video hade 2020 lockat mer än 686 000 visningar och är krediterad för att ha hjälpt till att popularisera konspirationsteorin. Den norska kontrajihad bloggaren Fjordman har också varit med och spridit teorin. Den har också främjats av den tyska upplagan av Epoch Times, en högerextrem Falun Gong-associerad tidning.
Framstående högerextrema webbplatser som Gates of Vienna och Politically Incorrect(en) har tillhandahållit en plattform för bloggare att sprida och popularisera teorin om den "stora ersättningen". Bland dess främsta initiativtagare finns också ett omfattande nätverk av löst sammankopplade vita nationalistiska rörelser, särskilt den identitära rörelsen i Europa och andra grupper som PEGIDA i Tyskland.

## Politiskt inflytande

### Europa

#### Belgien
I september 2018 rapporterades Schild & Vrienden, en extremistisk flamländsk ungdomsorganisation, stödja konspirationsteorin. Gruppen hävdade att Europas infödda befolkningar ersattes av migranter; de föreslog ett slut på all immigration, tvångsdeportering av icke-vita och grundandet av etnostater. En månad senare rapporterade  VRT om hur organisationen diskuterade den stora ersättningen på hemliga chattkanaler och använde konspirationsteorin för att främja flamländsk etnisk identitet. I mars 2019 uttalade den flamländska nationalisten Dries Van Langenhove från Vlaams Belang- partiet flera gånger att det flamländska folket "byttes ut" i Belgien och publicerade påståenden på sociala medier med stöd för teorin om ett folkutbyte.

#### Danmark
Användning av den stora ersättningen (danska: Store Udskiftning) konspirationsteori har blivit vanlig i dansk högerorienterad politisk retorik. I april 2019 hävdade Rasmus Paludan, ledare för Hard Line -partiet, som är allmänt förknippat med den stora ersättningen, att etniskt danskt folk skulle år 2040 skulle närma sig att vara en minoritet, efter att ha varit underlägsna i antal jämfört med muslimer och deras ättlingar. Under en debatt inför valet till Europaparlamentet 2019 använde Paludan konceptet för att motivera ett förslag om att förbjuda muslimsk invandring och att utvisa alla muslimska invånare från landet, i vad Le Monde beskrev som att Paludan "predikade den 'stora ersättningsteorin'. Juni 2019 åberopade Pia Kjærsgaard (Dansk Folkeparti) konspirationsteorin när hon tjänstgjorde som talman för det danska parlamentet. Efter en påstådd uppmuntran av muslimska samfund att "rösta rött", för Socialdemokraterna ; frågade Kjærsgaard "Vad händer? Ett utbyte av det danska folket?" danska: Hvad sker der? En udskiftning af det danske folk??.

#### Frankrike
Mycket av den europeiska spridningen av folkutbytesteorins konspirationsteoretisk retorik beror på dess förekomst i franska nationella diskurser och medier. Nationalistiska högergrupper i Frankrike har hävdat att det pågår en "islamisk substitution" av den franska ursprungsbefolkningen, vilket associerar närvaron av muslimer i Frankrike med potentiell fara och förstörelse av fransk kultur och civilisation.
2011 framkallade Marine Le Pen teorin och hävdade att Frankrikes "motståndare" förde ett moraliskt och ekonomiskt krig "för att överlämna det till nedsänkning av en organiserad ersättning av vår befolkning". 2013 rapporteras historikern Dominique Venners självmord i Notre-Dame de Paris, där han lämnade en anteckning som beskrev "brottet att ersätta vårt folk" ha inspirerat det högerextrema Iliade-institutets's ideologiska grund. Med hänvisning till konspirationsteorin berömde Marine Le Pen Venner offentligt och hävdade att hans "sista gest, ytterst politisk, var att försöka väcka det franska folket".
2015 höll Guillaume Faye ett tal på Armémuseet i Stockholm, där han hävdade att abort, homosexualitet och invandring användes som verktyg för ett stort befolkningsutbyte. Han påstod att muslimer ersatte vita människor genom att använda födelsetal som ett demografiskt vapen.
BuzzFeed News undersökning avslöjade i juni 2017 att tre National Front-kandidater för parlamentsvalet. trodde på konspirationsteorin Dessa inkluderade senator Stéphane Raviers personliga assistent, som påstod att I Frankrike hade den stora ersättningen redan påbörjats. Genom att publicera en bild på en blond tjej bredvid bildtexten "Säg nej till vitt folkmord", lade Raviers medhjälpare politiskt laddade konceptet ytterligare när han skrev "National Front or the invasion".

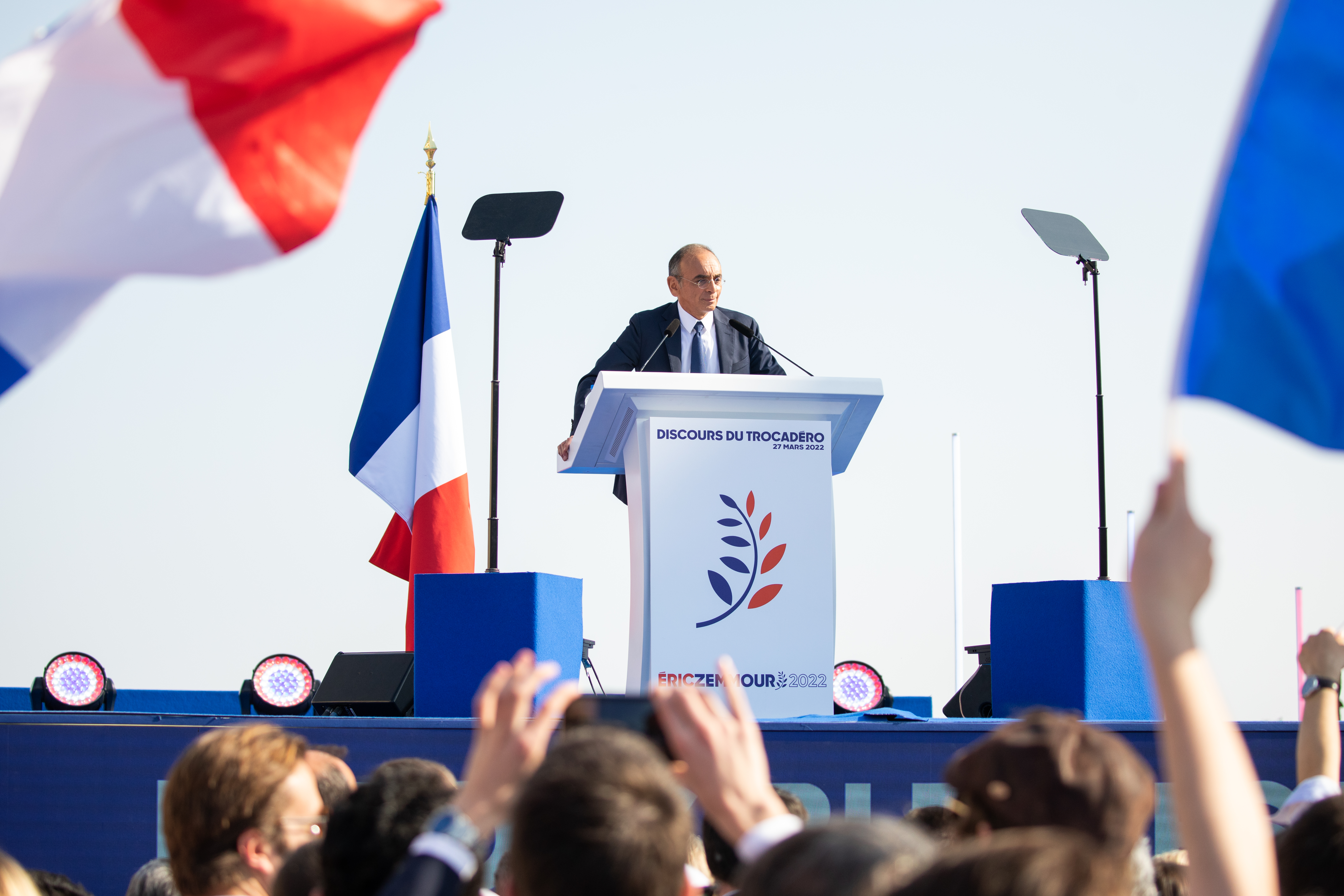
Journalisten och författaren Éric Zemmour, som kandiderade som Frankrikes president i valet 2022, främjade i stor utsträckning konceptet Great Replacement.

I september 2018, vid ett möte i Fréjus, ekade Marine Le Pen nära folkutbytesretoriken. På tal om Frankrike förklarade hon att "aldrig i mänsklighetens historia har vi sett ett samhälle som organiserar en oåterkallelig nedsänkning" som så småningom skulle få det franska samhället att "försvinna genom utspädning eller substitution, dess kultur och livsstil". Efter skjutningarna i moskén i Christchurch förnekade Le Pen falskeligen kunskap om teorin.
Före detta nationalförsamlingsdelegaten Marion Maréchal, som är en junior medlem av den politiska Le Pen-familjen, är också en förespråkare för teorin. I mars 2019, på en resa till USA, framkallade Maréchal teorin och sa "Jag vill inte att Frankrike ska bli ett islams land". Genom att insistera på att den stora ersättningen var "inte absurd", förklarade hon att de "ursprungsfranska" folket, som uppenbarligen riskerar att vara en minoritet 2040, nu ville ha sitt "land tillbaka".
Nationell samlings tjänstgörande ordförande Marine Le Pen, som är moster till Maréchal, har blivit starkt påverkad av den stora ersättningen. Frankfurter Allgemeine Zeitung har beskrivit konspirationsteorins skapare Renaud Camus som Le Pens "viskare". I maj 2019 rapporterades Nationell samlings talesman Jordan Bardella använda konspirationsteorin under en tv-debatt med Nathalie Loiseau, efter att han hävdade att Frankrike måste "stänga av kranen" från den demografiska bomben för afrikansk invandring till landet.
I juni 2019 drev journalisten och författaren Éric Zemmour konceptet i jämförelse med Kosovokriget och hävdade "År 1900 fanns det 90 % serber och 10 % muslimer i Kosovo, 1990 fanns det 90 % muslimer och 10 % serber, sedan var krig och Kosovos självständighet ". Zemmour, författare till The French Suicide, har upprepade gånger beskrivit "den progressiva ersättningen, under några decennier, av den historiska befolkningen i vårt land med invandrare, de allra flesta av dem icke-europeiska". Senare samma månad anslöt sig Marion Maréchal till Zemmour för att åberopa den stora ersättningen i förhållande till Balkanregionen, och förklarade "Jag vill inte att mitt Frankrike ska bli Kosovo" och förklarade att den förändrade demografin i Frankrike "hotar oss" ("nous hot") och att det blev allt tydligare. Zemmour kandiderade till presidentvalet 2022 och fortsatte att i stor utsträckning främja konspirationsteorin under sin valkampanj. Han slutade på fjärde plats i valets första omgång och fick 7,07 % av rösterna.

#### Irland
En Lidl-reklam från 2019, som presenterade en vit irländsk kvinna, hennes afro-brasilianska partner och deras färgade son, gjordes till måltavlor av den tidigare journalisten Gemma O'Doherty som en del av ett försök till en "Great Replacement". Efter att ha utsatts för trakasserier online bestämde sig familjen för att lämna Irland. "Den stora ersättningen" har också använts i Irland i opposition mot centra för direkt försörjning(en), som används för att försörja asylsökande.
Richard Downes skrev 2020 att "Istället för att se ökningen av icke-irländska människor som bor och gör sina liv här som en normal del av ett modernt europeiskt land, ser några av de nya nationalisterna det som en konspiration att överväldiga Irland med utlänningar. För många av dem inkluderar konspiratörerna den irländska regeringen, icke-statliga organisationer, EU och FN. De tror att dessa organisationer vill ersätta irländare med bruna och svarta människor från utlandet."
Termen "stor ersättning" användes också när RTÉ News presenterade de tre första barnen födda 2020, födda av polska, svarta och indiska mödrar; journalisten Fergus Finlay säger: "Jag bryr mig inte om de vulgära övergreppen, men jag anser verkligen att dessa hatmånglare borde åtalas när de hetsar andra till hat och våld mot människor vars enda brott är deras hudfärg eller religion. Jag tycker att det är svårt att förstå varför staten inte redan har agerat mot dessa grymma ideologer som tror att de kan säga vad de vill under det fria ordet. De kan vara få till antalet nu och ytligt sätt ses som knäppskallar, men vi har har varit här förut. Politiska rörelser har byggts på hat mot den andra, och vi vet vilken skada de har orsakat."
Gardakommissionären (nationella polischefen) Drew Harris talade om extremhögergrupper 2020 och sa att "irländska grupper [som tror] på den stora ersättningsteorin" hade planer "att störa viktiga statliga institutioner och infrastruktur. Detta inkluderade Dublin Port, högprofilerade shoppingområden som Grafton Street i Dublin, Dáil Éireann och regeringsdepartement." Vissa deltagare i de irländska anti-invandringsprotesterna 2022–2023, som Hermann Kelly och Derek Blighe, stöder en folkersättningsteori och hänvisar till inflödet av invandrare som en "invasion" och en "bosättning"(en).

#### Italien

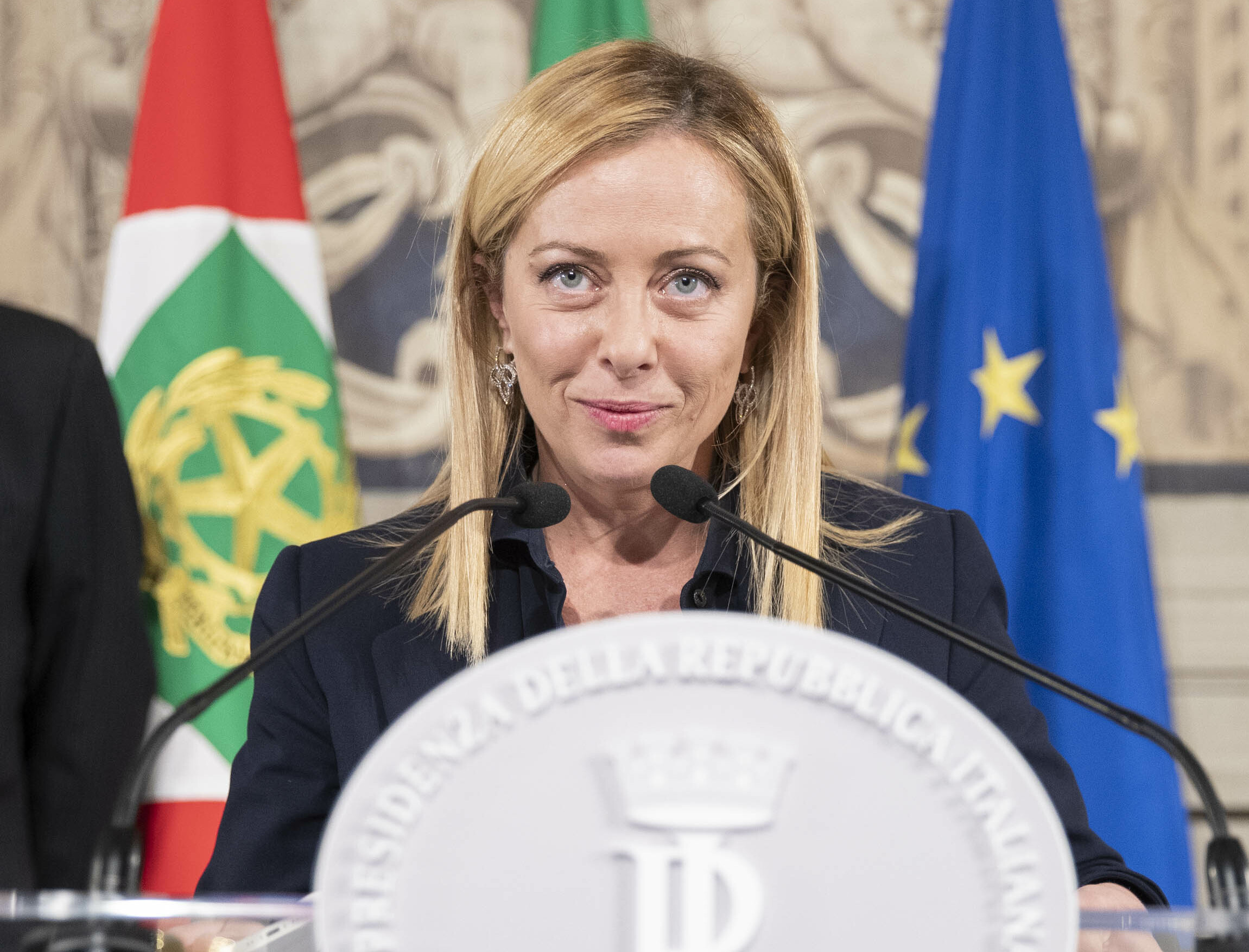
Meloni accepterar uppdraget att bilda en ny regering.

Den nuvarande italienska premiärministern Giorgia Meloni har ställt sig bakom den stora ersättningsideologin. Italiens vice premiärminister Matteo Salvini (2018–2019) har upprepade gånger antagit temat den stora ersättningen. I maj 2016, två år innan hans val till ämbetet, hävdade han att "etnisk ersättning pågår" i Italien i en intervju med Sky TG24. Han anklagade namnlösa, välfinansierade organisationer för att importera arbetare som han kallade "gårdsslavar" och påstod att det fanns ett "lukrativt försök till folkmord" på italienare.
I april 2023 påpekade ministern för jordbruk, livsmedelssuveränitet och skogar Francesco Lollobrigida till en fackföreningskonferens att "Italienare får färre barn, så vi ersätter dem med någon annan. [Vi säger] ja till att hjälpa födslar, nej till etnisk ersättning. Det är inte vägen framåt".

#### Nederländerna
I april 2015, när han skrev på publiceringswebbplatsen GeenStijl, använde islamforskaren Hans Jansen ersättningsretorik, och antydde att det var ett "obestridigt" faktum att det bland EU:s styrande elit fanns en gemensam konsensus om att européer var "inte bra". och kan bättre ersättas". I maj 2015 släppte Martin Bosma, en holländsk parlamentsrepresentant för Frihetspartiet (PVV), sin bok Minority in their own land. Med åberopande av konspirationsteorin skrev Bosma om en växande "ny befolkning" av invandrare som lånade sig till en till synes "postracial multikulturell frälsningsstat".
I mars 2017 främjade Thierry Baudet, ledare för högerpartiet Forum för demokrati (FvD), teorin efter att han hävdade att landets så kallade elit medvetet "homeopatiskt urvattnade" den holländska befolkningen, i ett tal om "det nationella självhatet". Han sa att det fanns en komplott för att rasmässigt blanda de etniska holländarna med "världens alla människor", så att det "aldrig skulle bli en holländare igen". I januari 2018 stödde PVV-representanten Martin Bosma teorin om folkutbyte, och en av dess viktigaste propagatorer, efter att ha träffat Renaud Camus vid en PVV-demonstration i Rotterdam och twittrat hans stöd. Filip Dewinter, en ledande medlem av det flamländska secessionistiska partiet Vlaams Belang, som hade rest till Nederländerna på dagen för protesten för att träffa Camus, utnämnde honom som en "visionär man" för media.
Nederländska Frihetspartiets ledare Geert Wilders stöder föreställningen om en stor ersättning i Europa. I oktober 2018 åberopade Wilders konspirationsteorin och hävdade att Nederländerna "ersattes med massinvandring från icke-västliga islamiska länder" och att Rotterdam var "hamnen i Eurabien". Han hävdade att 77 miljoner, främst islamiska, invandrare skulle försöka ta sig in i Europa under loppet av ett halvt sekel, och att vita européer skulle upphöra att existera om de inte stoppades. 2019 rapporterade The New York Times hur Camus demografiskt baserade alarmistiska teorier hjälper till att underblåsa Wilders och Frihetspartiets nativistiska kampanj. I september 2018 analyserade den nederländska författaren Paul Scheffer den stora ersättningen och dess politiska utveckling, vilket antydde att Forum för demokrati och Frihetspartiet utarbetade en politik för Nederländernas demografi genom konspirationsteorins lins.

#### Spanien
Det högerextrema partiet Vox har cirkulerat teorin för sin diskurs om spanjorers låga födelsetal jämfört med migranters. Journalisten Enligt Antonio Maestre från El Diario delas en sådan ideologi mellan Vox och några extrema delar av den katalanska nationalistiska rörelsen som fruktar att ersättas av spanjorer.

#### Storbritannien
Enligt undersökningar från november 2018 från University of Cambridge tror 31 % av brexitväljarna på konspirationsteorin jämfört med 6 % av britterna som motsätter sig brexit. I juli 2019 släppte den engelske vänstermusikern och aktivisten Billy Bragg ett offentligt uttalande som anklagade singer-songwritern Morrissey för att stödja teorin. Bragg föreslog "att Morrissey hjälper till att sprida denna idé - som inspirerade Christchurch-moskémördaren - är utom tvivel". Före 2024 års allmänna val i Storbritannien spreds videor av icke-vita personer i London med bildtexter som "Detta är inte Iran" på sociala medier. Hope not Hate forskaren Patrik Hermansson beskrev videorna som utmärkta exempel på hundvisslingar på grund av att de använder språk och bildspråk som leder tittarna till konspirationsteorin utan att uttryckligen hänvisa till den. Han sa, "[Videorna] är farliga eftersom de ofta undviker moderering och verkar acceptabla genom att verka neutrala i hur de presenterar verkligheten".

#### Sverige
År 2013 kom termen in i svenska språket och en del tyder på att det var den dåvarande SD-riksdagsledamoten Kent Ekeroth som översatte franskans ”le grand remplacement” till svenskans ”det stora folkutbytet”. Termen spreds till hela den svenska extremhögern och framför allt till de rasideologiska, antisemitiska och nazistiska grupperna. Termen användes av grupper och partier som Nordiska motståndsrörelsen, Det fria Sverige och Alternativ för Sverige.
Sverigedemokraternas partiledare Jimmie Åkesson argumenterade i juni 2024 i en debattartikel i Expressen för att det pågick ett folkutbyte i Sverige, något som väckte starka reaktioner. Argumenten i debattartikeln ansågs återgå till en tidigare retorik som Sverigedemokraterna har haft, att inte vem som helst kan bli svensk och att personer som invandrar till Sverige bär med sig en form av essentiell kultur. Statsvetaren Ann-Cathrine Jungar argumenterade för att retoriken påminde om den tidigare skrivningen i Sverigedemokraternas principprogram om att varje människa har en nedärvd essens.

#### Turkiet
Segerpartiets ledare Ümit Özdağ sprider en turkisk version av teorin. Han har tidigare förespråkat iden att Turkiet kommer att bli ett "migrantland" (Göçmenistan) om inte Kemal Kılıçdaroğlu vinner i det turkiska presidentvalet 2023.

#### Tyskland
Ex-SPD-politikern Thilo Sarrazin rapporteras vara en av de mest inflytelserika initiativtagarna till den stora ersättningsteorin, efter att ha publicerat flera böcker i ämnet, av vilka några, som Tyskland avskaffar sig själv, är i hög upplaga. Sarrazin har föreslagit att det finns för många invandrare i Tyskland och att de har lägre IQ än tyskar. När det gäller Tysklands demografi har han hävdat att etniska tyskar under ett århundrade kommer att minska till 25 miljoner, om 200 år till åtta miljoner och om 300 år: tre miljoner. I maj 2016 använde Beatrix von Storch, vice ledare för Alternativ för Tyskland (tyska: Alternative für Deutschland, AfD), ett språk som påminde om teorin när hon hävdade att det fanns planer på ett massutbyte av befolkningar ("Massenaustausch der Bevölkerung").
I april 2017, några månader innan han tillträdde som ledare för AfD, släppte Alexander Gauland ett pressmeddelande gällande frågan om familjeåterförening för flyktingar, där han påstod att "befolkningsutbytet i Tyskland är i full fart". I oktober 2018, efter Beatrix von Storchs ledning, sa förbundsdagsmedlemmen Petr Bystron att Global Compact for Migration var en del av konspirationen för att åstadkomma en systemisk befolkningsförändring i Tyskland.
I mars 2019 rapporterade Vice Tyskland hur AfD-parlamentarikern försökte rättfärdiga och tilldela skulden för skjutningarna i Christchurch-moskén, i förhållande till hans stora ersättningsteori, genom att hävda att skyttens handlingar drevs av "överbefolkning" från invandrare och "klimatskydd" " mot dem. Laatsch hävdade också att klimatrörelsen, som han kallade "klimatpanikpropagatorer", hade ett "delat ansvar" för massakern och pekade ut klimataktivisten Greta Thunberg.
Likaså högerpublicisten förnekade att antingen Anders Behring Breiviks manifest från 2011, som hänvisade till Eurabia- varianten av berättelsen om "vitt folkmord", eller Brenton Tarrants manifest från 2019 The Great Replacement, hade någon koppling till teorin. Lichtmesz hävdade att det faktiskt inte var en konspirationsteori alls, och sa att både Breivik och Tarrant reagerade på ett verkligt fenomen; ett "historiskt unikt experiment" av ett "Great Exchange" av människor.

#### Ungern
Premiärminister Viktor Orbán och hans politiska parti Fidesz i Ungern har förknippats med konspirationsteorin under flera år. Sydney Morning Herald beskriver Orbáns tro på och främjande av den stora ersättningen som central för den moderna högerpolitiken i Europa. I december 2018 hävdade han att "Europas kristna identitet" behövde räddas och stämplade flyktingar som reser till Europa som "muslimska inkräktare". I ett tal hävdade Orbán: "Om Europa i framtiden ska befolkas av andra människor än européer, och vi accepterar detta som ett faktum och ser det som naturligt, då kommer vi faktiskt att samtycka till befolkningsersättning: till en process i som den europeiska befolkningen ersätts".
Han har också uttalat: "I hela Europa finns det färre och färre barn, och västvärldens svar är migration", och dragit slutsatsen att "Vi ungrare har ett annat sätt att tänka. Istället för bara siffror vill vi ha ungerska barn." ThinkProgress beskrev kommentarerna som en version av teorin. I april 2019 publicerade Radio New Zealand insikter om att Orbans planer på att sänka skatterna för stora ungerska familjer kunde kopplas samman med rädslan för den stora ersättningen.

#### Österrike
Identitäre Bewegung Österreich (IBÖ), den österrikiska grenen av den identitära rörelsen, främjar teorin om folkutbyte som de menar måste motverkas. I april 2019 stödde Heinz-Christian Strache, som då kampanjade för partiet FPÖ inför valet till Europaparlamentet 2019, konspirationsteorin. Han hävdade att "befolkningsersättning" i Österrike var ett verkligt hot, och uttalade att "Vi vill inte bli en minoritet i vårt eget land". Landsmannen Martin Sellner, som också är anhängare till teorin, firade Straches politiska användning av den stora ersättningen.

### Nordamerika

#### Kanada
YouTubern Lauren Southern från Kanada har hjälpt till att sprida konspirationsteorin. Under 2017 ägnade Southern en video åt konspirationsteorin, som fick mer än en halv miljon visningar på kanalen innan den raderades. 2018 års borgmästarkandidat för Toronto Faith Goldy har anammat ersättningsteorin offentligt. I efterdyningarna av skjutningarna i en moské i Christchurch i Nya Zeeland 2019, anklagade Vice Goldy för att drivit på samma idéer om födelsetalsminskningar och befolkningsersättning av vita, som återfinns i revolvermannens The Great Replacement- manifest. När den vita nationalisten Paul Fromm adjungerade den kanadensiska nationalflaggan från innan 1967, den kanadensiska röda flaggan, hänvisade han till den som "det sanna Kanadas flagga, det europeiska Kanada före de förrädiska europeiska ersättningssystemen som infördes av 1965 års immigrationspolitik".
I juni 2019 hävdade krönikören Lindsay Shepherd att "vita håller på att bli en minoritet" i västvärlden och hon beskrev hennes påstående som "befolkningsersättning". Hon kritiserades av den kanadensiska parlamentsledamoten Colin Fraser vid en rättskommitté i underhuset för att inte fördöma konceptet, medan Shepherd anklagades av Nathaniel Erskine-Smith för att öppet acceptera konspirationsteorin. Den politiska kommentatorn Mathieu Bock-Côté är känd för att ofta förstärka teorin om folkutbyte (franska: Grand Remplacement) till mainstream-media med sina politiska ideologier.

#### Förenta staterna
Det stora folkutbytet i USA är den amerikanska versionen av en vit nationalistisk extremhögerkonspirationsteori om att rasminoriteter tränger undan den traditionella vita amerikanska befolkningen och tar kontroll över nationen. Versioner av teorin "har blivit vanliga" i det republikanska partiet i USA och har blivit en viktig fråga i politisk debatt. Det har också stimulerat till våldsamma reaktioner inklusive massmord. Den liknar den stora ersättningsteorin som främjas i Europa, men har sitt ursprung i amerikansk nativism runt 1900. Enligt Erika Lee, 1894, var de gamla Yankee-överklassens grundare av Immigration Restriction League "övertygade om att anglosaxiska traditioner, folk och kultur höll på att drunkna i en flod av rasmässigt underlägsna utlänningar från södra och östra Europa."

### Oceanien

#### Australien
Media i Australien har täckt tidigare senator Fraser Anning från Queensland och hans stöd för konspirationsteorin. I april 2019 rapporterade Reuters hur Anning förstärkte ersättningsteorin genom att föreslå att muslimer skulle "avla ut oss väldigt snabbt". I maj 2019 påstod Anning att vita australiensare "snabbt skulle bli en minoritet" om de inte försvarade sin "etnokulturella identitet".

#### Nya Zeeland
Den högerextrema nynazistiska ungdomsgruppen Action Zealandia har ställt sig bakom den stora ersättningsteorin, och hävdar att den europeiska identiteten i Nya Zeeland hotas av ekonomiskt driven icke-vit migration. Dessutom har gruppen främjat den pseudohistoriska föreställningen att vita människor bosatte sig i Nya Zeeland före ankomsten av ursprungsbefolkningen maori. Enligt journalisten Marc Daalder är Action Zealandia efterträdaren till Dominion Movement, en extremhögergrupp som upphörde med sin verksamhet efter 2019 års moskéskjutningar i Christchurch.

### Asien

#### Indien
Hindunationalister i Indien har väckt rädsla för att muslimer ska radera hinduer demografiskt, och hävdar att muslimer har högre fertilitetstal jämfört med andra indiska samhällen och påtvingade religiösa omvändelser minskar antalet hinduer. 2022 arresterades hindunationalisten Yati Narsinghanand på grund av hattal och talade om risken för en muslimsk premiärminister 2029, vilket han sa skulle leda till mord och påtvingade omvändelser av hinduer. Medlemmar av Indiens parlament och indiska tv-kanaler har också mainstreamat påståendet om ett demografiskt hot mot hinduer. Indiens tidigare chefsvalkommissionär, SY Quraishi, sa att rädsla för hotet mot en hinduisk majoritet har ökat sedan 2014.

#### Malaysia
Högerkonservativa i Malaysia har uttryckt farhågor för att lokala indiska samhällen, ofta av tamilsk härkomst, kan avsätta malaysiska muslimer, som är den nuvarande majoriteten i Malaysia. Dessa farhågor ökade på grund av det lankesiska inbördeskriget, motreaktioner mot aktiviteter från Hindu Rights Action Force och hinduisk nationalism i Indien. Politiska aktörer har utnyttjat detta för att få röster i Malaysias hjärta och för att samla opposition mot att ratificera den internationella konventionen om avskaffande av alla former av rasdiskriminering.

### Afrika

#### Tunisien
I februari 2023 kommenterade Tunisiens president Kaïs Saïed om afrikansk invandring till Tunisien och sa att de ändrade landets demografiska sammansättning för att göra det till en "rent afrikansk" nation. Detta tolkades allmänt som en tunisisk (eller arabisk) version av den stora ersättningskonspirationsteorin som påstås ha ett försök att distrahera väljarna från hans regerings politiska misslyckanden.

## Inflytande på vitnationalistisk terrorism

### Implicit uppmaning till våld
Camus användning av starka termer som "kolonisering" och "ockupanter" för att märka icke-europeiska invandrare och deras barn har beskrivits som implicita uppmaningar till våld. Forskare som Jean-Yves Camus har hävdat att konspirationsteorin folkutbytesteorin ligger nära begreppet "remigrering", en eufemistisk term för tvångsdeportering av icke-vita invandrare. "Vi ska inte lämna Europa, vi ska få Afrika att lämna Europa", skrev Camus 2019 för att definiera sin politiska agenda för valet till Europaparlamentet. Han har också använt en annan eufemism, "den stora repatrieringen", för att hänvisa till remigrering.
Enligt historikerna Nicolas Bancel och Pascal Blanchard, tillsammans med sociologen Ahmed Boubeker, "är tillkännagivandet av ett inbördeskrig implicit i teorin om den "stora ersättningen" [...] Denna tes är extrem – och så förenklad att den kan vara förstås av vem som helst - eftersom det validerar en rasdefinition av nationen." Skeptisk till Camus beskrivning av andra eller tredje generationens invandrare som i sig själva en motsägelse i termer – "de migrerar inte längre, de är fransmän" – demografen Hervé Le Bras är också kritisk till deras utnämning som en femte kolumn i Frankrike eller en "inre fiende".

### Inspirerade attacker
Rädsla för den vita rasens utplåning, och ersättningsteorin, har motiverat flera anklagade masskjutare mellan 2018, 2019 och 2022. Medan Camus har sagt att hans filosofi är fredlig, säger analytiker som Heidi Beirich från Southern Poverty Law Center att idén om vitt folkmord "utan tvekan har påverkat" amerikanska vit makt-anhängare, vilket potentiellt har lett till våld.
I oktober 2018 dödade en beväpnad man 11 personer och skadade 6 i en attack mot synagogan Tree of Life i Pittsburgh, Pennsylvania. Beväpnade mannen trodde att judar medvetet importerade icke-vita invandrare till USA som en del av en konspiration mot den vita rasen.
Brenton Harrison Tarrant, den australiensiske terroristen ansvarig för masskjutningarna vid Al Noor-moskén och Linwood Islamic Center i Christchurch, Nya Zeeland, den 15 mars 2019, som dödade 51 människor och skadade 49, kallade hans manifest The Great Replacement, en hänvisning till Camus bok.  Som svar fördömde Camus våldet samtidigt som han bekräftade sin önskan om en "motrevolt" mot en ökning av icke-vita befolkningar.
Under 2019 visade forskning från Institute for Strategic Dialogue över 24 000 omnämnanden i sociala medier av den stora ersättningen under månaden före skjutningarna i Christchurch, jämfört med bara 3 431 omnämnanden i april 2012. Användningen av termen ökade i april 2019 efter skjutningarna i moskén i Christchurch.
Patrick Crusius, som misstänks för skjutningen i El Paso 2019, publicerade ett manifest online med titeln The Inconvenient Truth som refererar till den "stora ersättningen" och uttryckte stöd för "Christchurch-skytten" strax innan attacken. Den talade om en "spansktalande invasion av Texas" som leder till "kulturell och etnisk ersättning" (vilket är en anspelning på Reconquista) som motiveringar för skjutningen.
Den misstänkte anklagade för skjutningen i Buffalo 2022 listade den stora ersättningen i ett manifest som han hade publicerat före attacken. Den misstänkte beskrev sig själv som fascist, vit makt-anhängare och antisemit.

## Lista över förespråkare
- Elon Musk[182][183][184][185][186][187]
- Tucker Carlson[188][189][190][191]
- Davor Domazet-Lošo[192]
- Mark Finchem[193]
- Matt Gaetz[194][195]
- Laura Ingraham[196]
- Ron Johnson[197]
- Hermann Kelly[198]
- Steve King[199][200]
- Giorgia Meloni, Italiens premiärminister[110]
- Robert Ménard[201]
- Jean Messiha[202]
- Viktor Orbán, Ungerns premiärminister[203]
- Wendy Rogers[204]
- Lauren Southern[205][206][207]
- John Waters, irländsk journalist[208]
- Éric Zemmour[209]
- Kaïs Saïed, President i Tunisien[170][210]
- Paul Golding
- Rebecca Weidmo Uvell, Swishjournalist[211]
- Michel Houellebecq[212]